# Kaftaka
Ne doit pas être confondu avec Kafta.
Kaftaka est une localité du Cameroun située dans le département du Mayo-Tsanaga et la Région de l'Extrême-Nord, à proximité de la frontière avec le Nigeria. Elle fait partie de la commune de Hina.

## Population
En 1966-1967, Kaftaka comptait 276 habitants, pour la plupart des Hina.
Lors du recensement de 2005, elle en comptait 1 157.